# ژان ماکون
ژان ماکون (انگلیسی: Jean Makoun؛ زاده ۲۹ مهٔ ۱۹۸۳) یک بازیکن فوتبال است.